# پایگاه هوایی بیجا
پایگاه هوایی بیجا (به انگلیسی: Beja Airbase) یک فرودگاه نظامی با کد یاتا BYJ است که یک باند فرود آسفالت دارد و طول باند آن ۳۵۰۰ متر است. این فرودگاه در شهر بژا (پرتغال) کشور پرتغال قرار دارد و در ارتفاع ۱۹۴ متری از سطح دریا واقع شده‌است.